# The Untamed
The Untamed is een Amerikaanse western uit 1920. Het is een verfilming van het gelijknamige boek van Max Brand uit 1919. De film is bewaard gebleven en ligt in het George Eastman House. Hij werd in Nederland uitgebracht als De ontembare.
Het vervolg, The Night Horsemen, verscheen in september 1921. The Untamed werd in 1931 opnieuw verfilmd als Fair Warning.

## Verhaal
Een cowboy met de naam 'Whistling Dan' (Tom Mix) wordt gevonden in de woestijn en wordt geadopteerd door rancher Joe Cumberland (James O. Barrows). Zijn dochter Kate (Pauline Starke) voelt zich direct tot Dan aangetrokken, maar Cumberland is hier geen voorstander van. Hij denkt dat de man te wild voor haar is. Maar wanneer een dievenbende, geleid door Jim Silent (George Siegmann), de Cumberlands ontvoeren, gaat Dan achter ze aan. Hij redt ze en de vader staat de liefde tussen de twee toch toe.

## Rolverdeling
| Acteur              | Personage       |
| ------------------- | --------------- |
| Tom Mix             | 'Whistling Dan' |
| Pauline Starke      | Kate Cumberland |
| George Siegmann     | Jim Silent      |
| Philo McCullough    | Lee Haines      |
| James O. Barrows    | Joe Cumberland  |
| Charles K. French   | Tex Calder      |
| Pat Chrisman        | Kilduff         |
| Sid Jordan          | Hal Purvis      |
| Major J. A. McGuire | Morgan          |
| Frank M. Clark      | Sheriff Morris  |
| Joe Connelly        | Buck Daniels    |